# Дворец принца Макса
Дворец принца Макса (нем. Prinz-Max-Palais) — дворец в Карлсруэ, носящий имя своего владельца Максимилиана Баденского, последнего канцлера Германской империи.
Пышное здание, типичное для эпохи бозара, строилось с 1881 по 1884 год по проекту архитектора Йозефа Дурма. Банкир Август Шмидер выкупил его для размещения дома престарелых. В 1894 году дом приобрел князь Максимилиан Баденский.
Во время воздушных налетов Второй мировой войны здание было сильно повреждено. После реконструкции в нём помещался Федеральный конституционный суд Германии, а после педагогический колледж.
С 1981 года здесь расположены муниципальный культурный центр с музеем литературы Верхнего Рейна, музей истории города Карлсруэ, а также юношеская библиотека.